# Nukunamo
Nukunamo è un'isola disabitata delle Tonga. Amministrativamente appartiene alla divisione Haʻapai, nel distretto di Foa.

L'isola si trova 200 m a nord dell'isola principale del distretto: Foa.  Lo stretto tra le due isole è attraversato da forti correnti, dunque l'isola puù essere raggiunta solo con imbarcazioni o da nuotatori esperti.

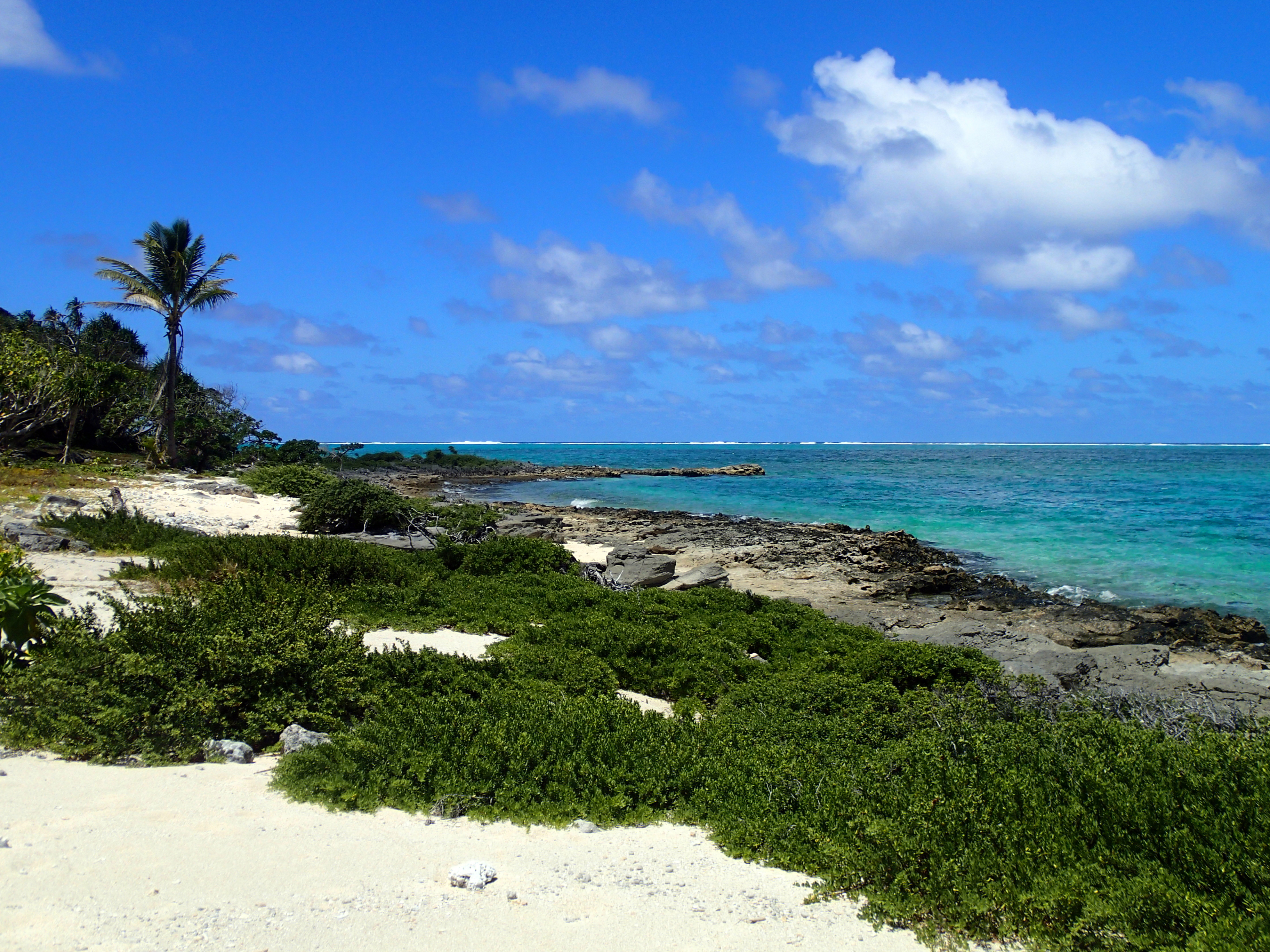
Spiaggia dell'isola di Nukunamo.
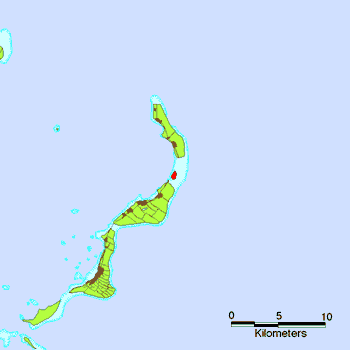
Posizione dell'isola di Nukunamo.